# Daniela Mora
Daniela Alejandra Mora García (Ciudad Juárez, Chihuahua, México; 10 de marzo de 2003) es una modelo y reina de belleza mexicana, ganadora del concurso Teen Universe 2020.

## Biografía
Daniela Mora nació el 10 de marzo de 2003 en Ciudad Juárez, Chihuahua, México. Es la primera mexicana en ganar el certamen Teen Universe. Actualmente estudia la preparatoria en la Universidad TecMilenio en Ciudad Juárez.

## Concursos de belleza

### Teen Universe 2020
El 19 de enero de 2020 se llevó a cabo la final de Teen Universe, en el Teatro 784, en la Ciudad de Panamá, Panamá. Adolescentes de más de 30 países y territorios autónomos compitieron por el título. Al final del evento fue coronada como la nueva Teen Universe 2020 por Eduarda Zanella, Teen Universe 2019, de Brasil, siendo la primera mexicana en ganar dicho certamen.

### Teen Universe México 2019
El 2 de diciembre de 2019, fue coronada como Teen Universe México 2019 por Melissa Jiménez, Teen Universe México 2018 de Baja California en la ciudad de Puebla de Zaragoza, Puebla, México. Candidatas de los 32 estados de la República Mexicana compitieron por el título.